# João Nóbrega Soares
João de Nóbrega Soares (Funchal, 11 de junho de 1831 - Funchal, 22 de setembro de 1890) foi jornalista, escritor, professor e redator da “Revista Semanal (02-06-1861 a 10-07-1862 )”, “Semanario Official (06-05-1854 a 27-12-1856, retomando de 10-01-1857 a 15-02-1860)” e “Flor do Oceano” (2 de janeiro de 1840 a 29 de outubro de 1840, retomando de 1 de setembro de 1860 a 27 de outubro de 1866;. Consagrado pelo cultivo de vários géneros literários.
Colaborou também nos periódicos: “A pátria”, “A imprensa Livre”, “Funchalense”,  e “Diário de Notícias”.

## Biografia
João Nóbrega Soares nasceu no Funchal, pertencente ao distrito R.A.M. A vida deste autor dividiu-se em duas fases. Primeiramente dedicou-se à sua formação. Formou-se academicamente no liceu do Funchal havendo, para efeito de formação pessoal, viajado por África de 1851 a 1853 e pela América do norte a 1854. Na segunda fase da vida investiu na sua produção escrita, enveredando por vários géneros literários. Regressando à Madeiradedicou-se então ao ensino primário, passando também pelo jornalismo. Mais tarde viria a ser nomeado escrivão da Santa Casa da Misericórdia e empregado da fiscalização dos tabacos. Nas datas próximas da sua morte era chefe de distrito da Guarda Fiscal. Work in progress